# Gneiss Peak
Gneiss Peak är en bergstopp i Antarktis. Den ligger i Östantarktis. Australien gör anspråk på området. Toppen på Gneiss Peak är 103 meter över havet.
Terrängen runt Gneiss Peak är platt norrut, men åt sydost är den kuperad. Havet är nära Gneiss Peak åt nordväst. Trakten är glest befolkad. Närmaste befolkade plats är Zhongshan Station, 12,8 kilometer öster om Gneiss Peak. 